# Agrilus acutus
Agrilus acutus é uma espécie de inseto do género Agrilus, família Buprestidae, ordem Coleoptera.
Foi descrita cientificamente por Thunberg, 1787.